# Adam Adamus
Adam Adamus (ur. 17 czerwca 1949 w Kielcach) – polski piłkarz, pomocnik, trener.

## Życiorys
Był wychowankiem Błękitnych Kielce. Występował w pierwszoligowych Gwardii i Legii Warszawa, a także m.in. w Avii Świdnik i Bałtyku Gdynia, z którymi wywalczył awans odpowiednio do II i do I ligi. Po zakończeniu kariery został trenerem. Trzykrotnie prowadził Bałtyk, w tym raz na najwyższym szczeblu rozgrywek. Był trenerem grup juniorskich Bałtyku, a także trenował m.in. Piasta Gliwice i Cartusię Kartuzy.
Brat Ireneusza, piłkarza m.in. Wisły Kraków i Avii Świdnik; ojciec Błażeja, zawodnika Bałtyku i Cartusii.